# Christian Jambert
Christian Jambert, né le 26 novembre 1940 à Fourchambault (Nièvre) et découvert mort le 4 août 1997 à Auxerre (Yonne), est un gendarme français. 
Il tient un rôle déterminant dans l'enquête de l'affaire des disparues de l'Yonne. Il est également connu pour les circonstances troublantes dans lesquelles il est retrouvé mort dans son garage, alors qu'il devait être l'un des principaux témoins du procès. 

## Biographie
Enfant de la DDASS, il devient gendarme en 1960, et est affecté à Auxerre en 1969, puis devient enquêteur à la brigade de recherche de Gendarmerie d'Auxerre de 1976 à 1987.
Il est ensuite muté à Nevers à la BDRJ avec le grade d'adjudant-chef jusqu'à sa retraite en 1995.

## Enquête sur les disparues de l'Yonne
Sept viols et assassinats ont été commis à Auxerre et aux environs entre 1977 et 1979 sur des jeunes femmes de la DDASS déficientes mentales légères âgées de 16 à 27 ans.
Dès 1979, le gendarme Christian Jambert, qui a enquêté sur l’affaire des disparues de l'Yonne, avait soupçonné Émile Louis d'être à l'origine de ces disparitions. Le 20 février 1980, il est chargé du dossier.
Inculpé pour le meurtre de Sylviane Lesage, Émile Louis bénéficie d’un non-lieu en 1984 malgré la relation qu’il entretenait avec la victime, chose démontrée par le gendarme Jambert. L’affaire des disparues de l’Yonne est également classée sans suite. 
En 1984, Christian Jambert adresse au substitut du procureur de la République d'Auxerre, Daniel Stilinovic un rapport qui met en cause Émile Louis et des réseaux proxénètes sado-masochistes de l'Yonne qui exploitent les filles de la DDASS. Le rapport est transmis au juge d'instruction Jacques Bourguignon qui refuse d’instruire et le procureur René Meyer n’insiste pas. Toutefois le gendarme Jambert continue son enquête et plusieurs versions s'opposent : le procureur de la République à Auxerre de l'époque, René Meyer, déclare avoir encouragé à l'oral le gendarme Jambert à continuer son enquête et son substitut confirmera cela en commission d'enquête : premier destinataire du rapport, il avait relevé la pertinence des éléments réunis par Jambert,,. Le rapport sera toutefois égaré et ne sera retrouvé qu'en 1996. Par la suite, Daniel Stilinovic fut radié des cadres pour faute grave dans ce dossier mais finalement blanchi et mis en retraite anticipée.
Le 2 septembre 1996, une interview de Christian Jambert est diffusée dans l'émission Perdu de vue, à la suite des démarches entreprises par Pierre Monnoir et Jeannette Beaufumé, membres fondateurs de l'Association de défense des handicapées de l'Yonne (ADHY).
Émile Louis a finalement été arrêté, condamné en appel en 2006 à Paris à la réclusion à perpétuité avec 18 ans de période de sûreté et emprisonné jusqu'à sa mort en 2013. La contribution de Christian Jambert à l'arrestation d’Émile Louis a été unanimement reconnue par tous les intervenants du dossier. Lors du procès d'Émile Louis, il a été décrit par des gendarmes comme un « enquêteur hors pair, un modèle professionnel et une personnalité remarquable ».
Plusieurs journalistes indiquent que Christian Jambert s'intéressait à l'affaire Dunand, le gendarme était persuadé que Claude Dunand et Émile Louis se connaissaient, car fréquentant notamment les mêmes lieux, ayant tous les deux travaillé à la gare routière d'Auxerre et ayant vécu dans la même ville de Migennes. Le documentaire de Thierry Fournet sur l'affaire Dunand précise que Christian Jambert fut le premier enquêteur à intervenir au domicile des Dunand juste après l'évasion d'une des victimes, Huguette, mais ce fut le SRPJ de Versailles qui se chargea de l'arrestation puis de l'enquête.

## Mort
Le 4 août 1997, le gendarme est retrouvé mort. Il se serait suicidé d'une balle dans la tête, deux jours pourtant avant son audition comme témoin principal dans l'affaire Émile Louis, affaire liée à celle des torturées d'Appoigny, l'enquête de sa vie qui allait enfin aboutir. 
À l'époque, aucune autopsie n'a été réalisée en raison de l'absence du médecin légiste remplacé par un médecin urgentiste qui avait fait les premières constatations et conclu au suicide suivi par le Parquet.
Le dossier est refermé, jusqu’à ce qu’Isabelle, la fille de Christian Jambert, intriguée par les développements de l’affaire Émile Louis, se décide à demander une nouvelle enquête sur la recherche des « causes de la mort » de son père.
En mars 2004, le corps est exhumé et lors de l'autopsie de la dépouille de Christian Jambert réalisée à l’Institut médico-légal de Paris en avril, il a été constaté non pas un mais deux orifices présents sur le crâne du gendarme correspondant aux entrées de deux projectiles, tirés selon deux angles perpendiculaires. Selon l'autopsie, une première balle a pénétré dans la tempe et s'est logée au milieu du cerveau et un second projectile est entré par la bouche jusqu'à l'arrière du crâne. Le parquet ouvre alors une information judiciaire contre X pour assassinat sur la base du rapport d’autopsie jugeant les deux impacts de balles peu compatibles avec un suicide.
Une contre-expertise est alors ordonnée par les juges d'instruction chargés de l'enquête sur la mort du gendarme réalisée à l'Institut médico-légal de Lyon. Deux orifices sont également retrouvés mais les médecins légistes soulignent que les tirs n'ont pas forcément été mortels immédiatement. De plus, les médecins relèvent dans leur rapport que l'orifice de la tempe pourrait être une balle qui a ricoché à l'intérieur du crâne et serait rentrée au-dessus de la lèvre, accréditant ainsi la thèse de deux balles tirées en rafale par l'arme retrouvée à proximité du corps du gendarme. Cette deuxième autopsie réalisée sur un moulage du crâne n'exclut donc pas la piste du suicide.
En janvier 2006, un nouveau rapport d'experts de l'Institut médico-légal de Strasbourg conclut à un suicide possible à la suite d'une étude sur le moulage du crâne.
En décembre 2007, à la demande des parties civiles, une nouvelle exhumation et une quatrième autopsie a lieu à l'Institut médico-légal de Bordeaux réunissant tous les médecins légistes précédemment amenés à réaliser des autopsies ainsi qu'un expert en balistique. Le véritable crâne est présent et non un moulage. Toutes les pistes sont étudiées et le collège d'experts ne rend pas de décision unanime, la piste du suicide autant que de l'assassinat semble possible. L'un des experts, la professeur Dominique Lecomte, directrice de l'Institut médico-légal de Paris, relève que plusieurs éléments du crâne ont disparu par rapport à la première autopsie, notamment la mâchoire inférieure, une partie de l'os orbital gauche transpercé, la selle turcique, un os de la boîte crânienne sur lequel les projectiles auraient ricoché ainsi que les dents de la partie supérieure,.
En février 2011, un non-lieu est rendu sur sa mort. « Contrairement à ce qu’avait affirmé l’expert balistique d’un premier collège d’experts, la carabine retrouvée à proximité du corps, et dont le fonctionnement avait été modifié par Christian Jambert pour que l’arme puisse tirer en rafale, était bien celle qui avait tiré deux balles dont les fragments avaient été retrouvés dans le crâne de l’ancien gendarme », explique le procureur d’Auxerre. 
La famille du gendarme fait appel de cette décision, qui est confirmée par la chambre de l’instruction de la cour d’appel de Paris en février 2012. La famille de Christian Jambert, par l'intermédiaire de son avocat, se pourvoit en cassation.

## Hommage
En 2018, la ville d'Auxerre inaugure à son nom un square dans lequel se trouve déjà une stèle, érigée en 2005, à la mémoire des nombreuses jeunes femmes disparues de l'Yonne.

## Documentaires télévisés
- « Suicide du gendarme Jambert, une balle de trop. » dans Jeudi investigation, Canal+, 8 mai 2008.
- « Jambert : suicide ou assassinat ? » dans Affaires criminelles sur NT1, 3 janvier et 16 décembre 2010.
- « L'énigme de la mort du gendarme Jambert » dans Non élucidé, France 2, 17 mai 2015.
- Le Mystérieux suicide du gendarme Jambert, réalisé par Thierry Fournet, 52 minutes, France 3 Bourgogne, 2021.
- [vidéo][Production de télévision] « S2 E6 : La mort d'un gendarme », 17 novembre 2023, 30:21 min, France 3 Bourgogne-Franche-Comté et AMDA Production (consulté le 19 novembre 2023)
- [vidéo][Production de télévision] « S2 E7 : Un suicide à deux balles », 17 novembre 2023, 38:54 min, France 3 Bourgogne-Franche-Comté et AMDA Production (consulté le 19 novembre 2023)